# Batalhão do Sol do Norte
O Batalhão do Sol do Norte (em árabe: كتائب شمس الشمال, translit. Kata'eb Shams ash-Shamal), também conhecido como Shams al-Shamal, é um grupo insurgente armado afiliado ao Exército Livre da Síria e envolvido na Guerra Civil Síria.

## História
No dia 16 de abril de 2014, a formação do Batalhão do Sol do Norte foi anunciada por um general de brigada que havia desertado das Forças Armadas da Síria —Mohammed Hammou — na região rural de Manbij. Menos de uma semana depois, muitos membros de grupos menores juntaram-se ao batalhão, incluindo Abu Layla, do Jabhat al-Akrad.
De acordo com o comandante-chefe Adnan al-Ahmad, o batalhão tem como meta expulsar o Estado Islâmido do Iraque e do Levante das cidades de al-Shaddadah, Raqqa, Jarabulus e Manbij, bem como da barragem de Tishrin.
O Batalhão do Sol Norte, previamente o principal constituinte das Brigadas do Amanhecer da Liberdade, formou em 3 de maio de 2015 a Armada dos Revolucionários, em conjunto a afiliados anteriores aos grupos Jabhat al-Akrad, Movimento Hazzm, Frente dos Revolucionários da Síria e outros constituintes menores do Exército Livre da Síria.
Em outubro de 2015 o batalhão passou a fazer parte das Forças Democráticas Sírias, levando as Brigadas do Amanhecer da Liberdade à extinção, subsequentemente.
Em novembro de 2015, participou da ofensiva de al-Hawl, organizada pelas Forças Democráticas Sírias.
Em 3 de abril de 2016, quando o Conselho Militar de Manbij foi criado, o segundo em comando do batalhão, Adnan Abu-Amjad, foi nomeado ao cargo de general do conselho. Durante a ofensiva de Manjib, um dos principais comandantes do batalhão foi morto: Abu Layla morreu em 5 de junho de 2016, em decorrência de um tiro na cabeça que havia levado há dois dias na região rural de Manbij, Síria, por um sniper do Estado Islâmico. Ele havia sido previamente evacuado por um helicóptero militar americano para um hospital em Suleimânia, Curdistão iraquiano, mas os médicos foram incapazes de removar a bala da cabeça e prevenir o sangramento interno no cérebro.

## Grupos adicionais
Desde seu estabelecimento, vários grupos de diferentes tamanhos juntaram-se a ele:
- Em 21 de abril de 2014, cinco grupos rebeldes do entorno do rio Eufrates em Manjib, Jarabulus e Sarrin juntaram-se ao Batalhão do Sol do Norte.[3]
- Em 13 de janeiro de 2016, o Batalhão dos Mártires do Eufrates anunciou em Kobanî que havia se juntado.[17]
- Em 20 de janeiro de 2016, o Batalhão Livre de Jarabulus anunciou em Kobanî sua adesão.[18]
- Em 4 de fevereiro de 2016, a Brigada dos Mártires da Barragem juntou-se ao batalhão.[19]
- Em 10 de março de 2016, a Brigada Jund al-Haramayn, que previamente fazia parte da Armada de Mujahideen e do Jaysh al-Salam, juntou-se ao batalhão.[20]